# Pulsatilla valemiana
Pulsatilla valemiana är en ranunkelväxtart som beskrevs av J. Wogn.. Pulsatilla valemiana ingår i släktet pulsatillor, och familjen ranunkelväxter. Inga underarter finns listade i Catalogue of Life.